# Ас-Салих Хаджжи II
Аль-Малик ас-Салих Салах ад-Дин Хаджжи ибн Шабан, известный также как Хаджжи II (араб. الملك الصالح/المنصور/المظفر صلاح الدين حاجي بن شعبان‎) — последний мамлюкский султан Египта из династии Бахритов (1382, 1389—1390).

## Биография

### Первое правление
После смерти султана аль-Мансура Али II в мае 1381 года группа влиятельных черкесских мамлюков эмира Баркука возвели на престол очередного малолетнего султана из династии Бахритов. Новый султан якобы был избалованным ребёнком и садистом, который любил мучить женщин своего гарема. В ноябре 1382 года Баркук решил — как выяснилось, несколько преждевременно, — что теперь он был достаточно силён, чтобы взойти на трон самостоятельно. Беспорядки в Сирии требовали сильного правителя. Баркук низложил Хаджжи II и добился признания себя султаном — первым из черкесской династии Бурджитов.

### Второе правление
Как выяснилось, Баркук захватил трон преждевременно, и это привело к новому периоду политической нестабильности и гражданской войны. В 1389 году в восточной Анатолии и Алеппо восстали эмиры Минташ и Ялбуга, поддерживаемые арабскими богословами, которые хотели вернуть государство мамлюков под контроль халифа аль-Мутавакиля I. Они получили поддержку тюрков и монголов, заняли Дамаск и двинулись весной 1389 года на Каир. Когда к восстанию присоединились каирские эмиры, беспорядки распространились на столицу, где по приказу Баркука стали строить укрепления. На улицах завязались бои, мятежники с катапультами и греческим огнём атаковали цитадель. Всё больше и больше последователей покидали Баркука, несмотря на его посулы. Баркук сначала бежал в магазин портного, а затем — в крепость Керак. Хаджжи II был восстановлен на престоле в мае 1389 года, но два лидера восстания — Минташ и Ялбуга — рассорились и начали войну друг с другом (первый укрепился в цитадели, второй — в районе мечети Султана Хасана). Год спустя Баркуку удалось, с помощью местных чиновников, выйти из тюрьмы и сплотить вокруг себя своих сторонников. 1 февраля 1390 года он вошёл в Каир с триумфом. Халиф Закария аль-Мутасим (1386—1389) и султан Хаджжи II были взяты в плен. Свергнутый султан скончался в цитадели в том же году.